# Nạn đói 1983–1985 ở Ethiopia

Vị trí của Ethiopia nằm trong vùng chịu ảnh hưởng của nạn đói, trước khi Eritrea tách ra và tuyên bố độc lập năm 1993.

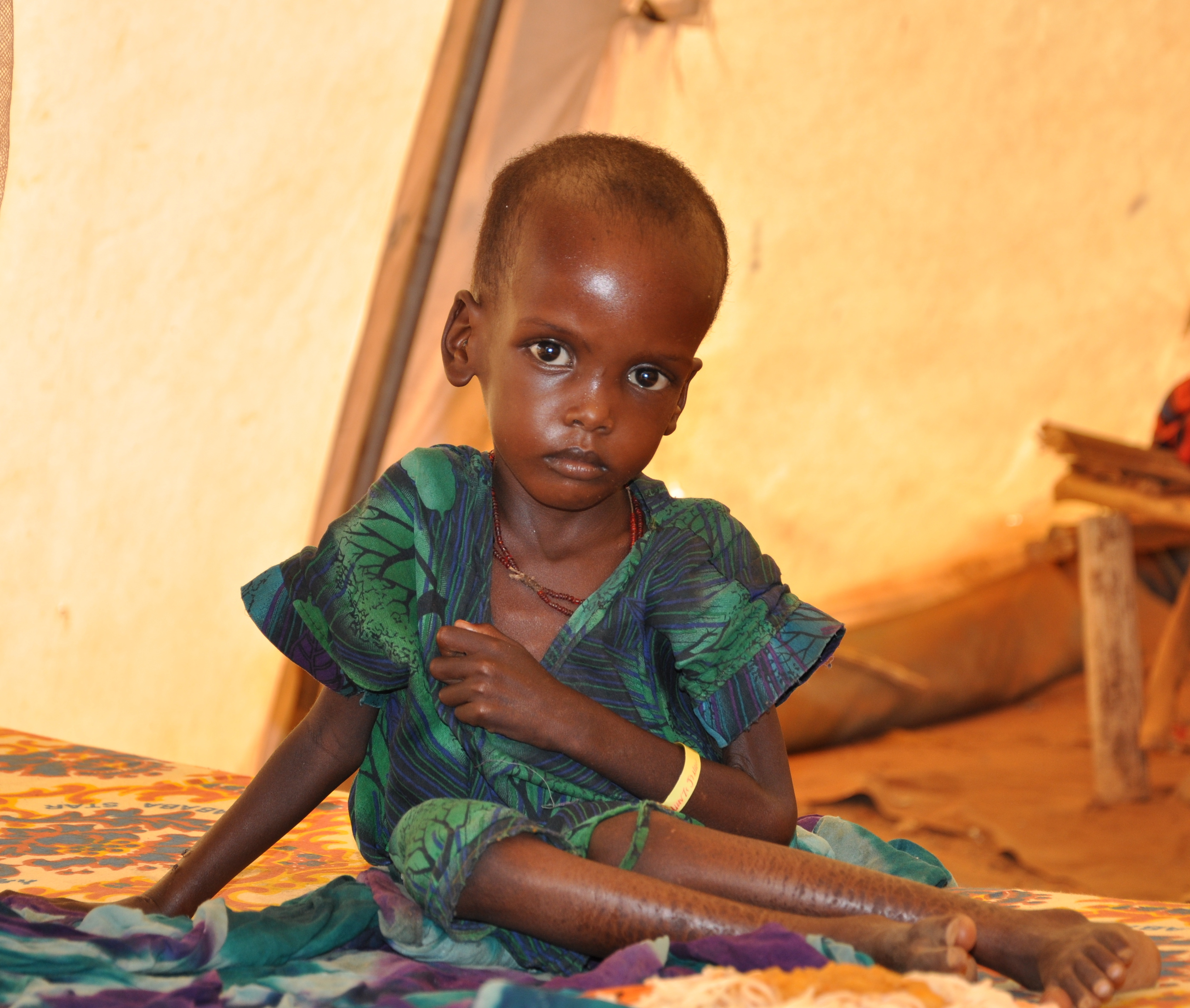
Một đứa trẻ bị suy dinh dưỡng được cứu cấp trong một lều của tổ chức Bác sĩ không biên giới tại Dolo Ado

Một nạn đói quy mô lớn đã ảnh hưởng tới cư dân vùng Eritrea và Ethiopia ngày nay từ năm 1983 đến 1985. Là nạn đói tồi tệ nhất tấn công quốc gia này trong một thế kỷ, ở miền Bắc Ethiopia nó khiến hơn 400.000 người thiệt mạng, nhưng hơn nửa số thương vong này là do sự vi phạm quyền con người đã khiến cho nạn đói tới sớm hơn, ảnh hưởng khốc liệt hơn, và quy mô mở rộng hơn so với ban đàu. Nhiều nơi khác ở Ethiopia cũng trải qua nạn đói vì lý do tương tự, khiến hàng chục nghìn người khác thiệt mạng. Thảm kịch này xảy ra là do hơn hai thập kỷ đất nước này chìm trong các cuộc nổi dậy và nội chiến.
Nguyên nhân xảy ra nạn đói lớn năm 1983–85 này thường được quy cho hạn hán, và mặc dù rõ ràng các vấn đề và hậu quả của khí hậu có vai trò nhất định trong thảm hoạ, phải vài tháng sau khi nạn đói này bắt đầu hạn hán trên diện rộng mới diễn ra. Các nạn đói xảy ra ở Ethiopia từ năm 1961 đến 1985, và đặc biệt là nạn đói năm 1983–85, phần lớn là do các chính sách của chính phủ, đặc biệt là các chiến lược chống nổi dậy và cái gọi là 'cải cách xã hội' ở những vùng không xảy ra nổi dậy.